# Польско-литовские отношения во Второй Мировой войне
Вопрос о польско-литовских отношениях во время Второй мировой войны является спорным, и некоторые современные литовские и польские историки до сих пор расходятся в своих интерпретациях связанных с этим событий, многие из которых связаны с литовским сотрудничеством с нацистской Германией и операциями польской армии. организация сопротивления Армии Крайовой на территориях, населённых литовцами и поляками. Несколько общих научных конференций начали устранять разрыв между литовскими и польскими интерпретациями, но существенные различия остаются.

## История
Польско-литовские отношения были натянутыми в межвоенный период, в основном из-за конфликта из-за Вильнюсского края (в котором проживало большинство поляков, но литовцы считали его исторической столицей). Этот конфликт привёл к вражде между местными сообществами и взаимному жестокому обращению с польскими и литовскими этническими меньшинствами, проживающими в обеих странах. Напряжённость начала снижаться ранней весной 1938 г. (см. ультиматум Польши 1938 г. Литве), когда обе страны восстановили нормальные отношения и были установлены телефонная, почтовая, железнодорожная и автомобильная связи. Однако сближение было остановлено, когда Германия и Советский Союз вторглись в Польшу в сентябре 1939 года. Литва оставалась независимой в начале Второй мировой войны, однако вскоре она была присоединена к Советскому Союзу, затем захвачена Германией, а затем снова присоединена к Советскому Союзу, который ранее присоединил её как одну из своих республик.

## Противоречащие идеологии
Вильнюсский регион имел сложную демографическую историю. Это ещё больше усугублялось тем, что германцы насильно переселяли литовские семьи в регион [когда?] из западных частей Литвы.

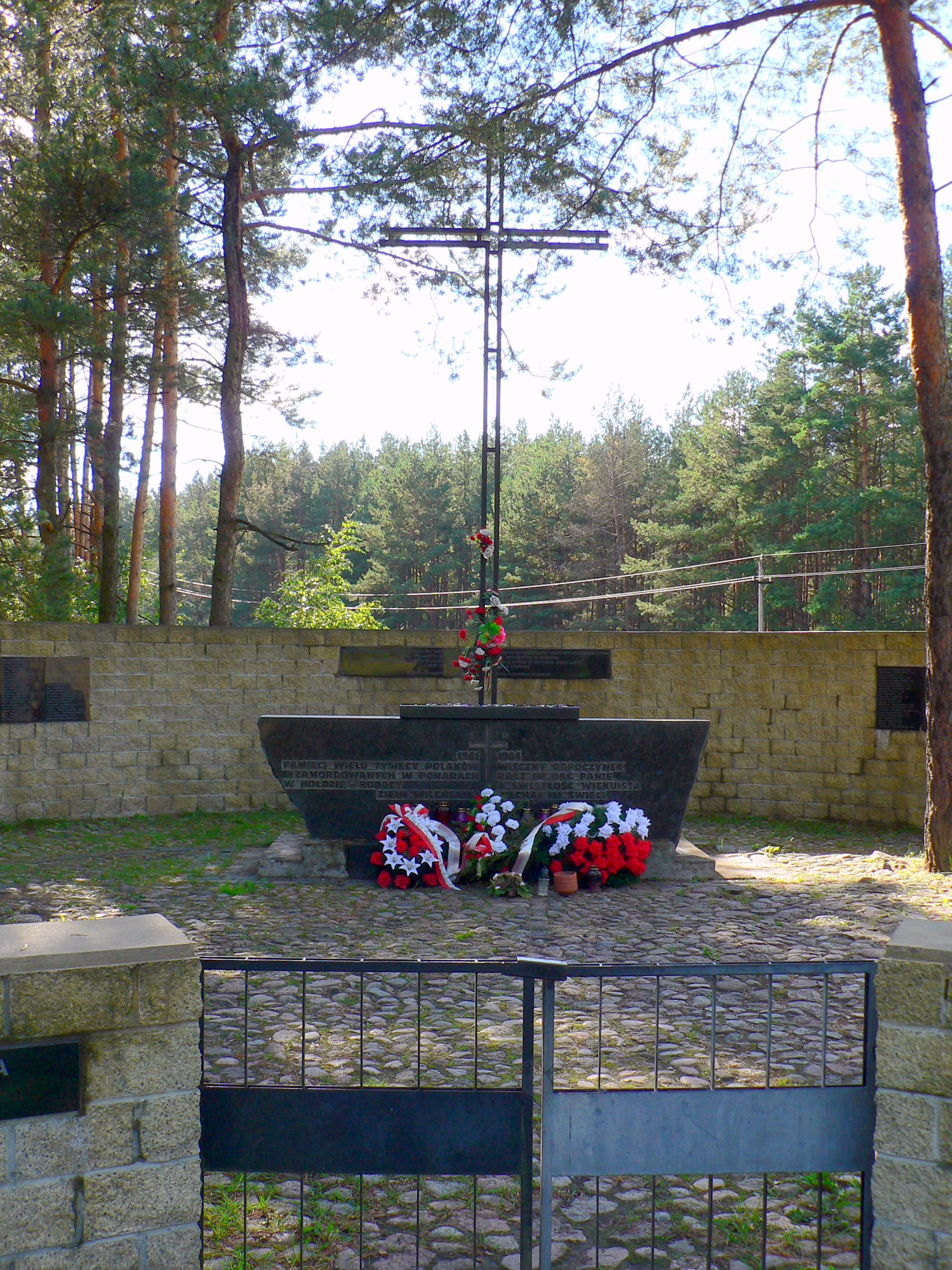
Памятник польским жертвам резни в Понарах. Десятки тысяч поляков и евреев были казнены там германцами и их литовскими помощниками.

Значительное количество литовцев начало сотрудничать с германскими оккупантами, ярким примером является Фронт литовских активистов, многие члены которого вышли из национал-юнионистов, чей довоенный лозунг был «Литва для литовцев». Литовское правительство, поощряемое германцами, надеялось, что они предоставят Литве столько же автономии, сколько оно предоставило Словакии. Даже из-за того, что LAF исчез после 1941 года, а германцы так и не предоставили литовцам автономию, которую они желали, элементы в литовском правительстве, сотрудничая с нацистами, участвовали в программе этнической и расовой чистки, нацеленной на евреев, поляков и другие нелитовские этнические меньшинства. Антипольская риторика и насилие стали обычным явлением при правительстве Юозаса Амбразавичюса в 1941 году (за которым последовала роль Пятраса Кубилюнаса в качестве марионеточного советника германских правителей). Кубилюнас возглавлял марионеточный Совет, консультирующий правительство Германии по «генеральному округу Литва» (Generalbezirk Litauen) во главе с генеральным комиссаром Литвы Теодором Адрианом фон Рентельном. чем евреи, и предлагали индульгенции за убийство поляков. Литовский профессор написал брошюру «Почему мы должны ненавидеть поляков», а ЛАФ выступала за создание гетто для поляков, требование к ним носить опознавательные знаки и сокращение их продовольственных пайков, утверждая, что «при Советах мы убивали 50 % поляков, при германцах мы убьём остальные 50 %». Один из самых печально известных инцидентов произошёл в районе Панеряй (польск. Понары) Вильнюса, где с 1941 по 1943 годы германцы и литовцы вырезали десятки тысяч евреев и поляков.
Около 1943 г. одна из политических фракций Правительственной делегации Польши от Вильнюсского края, Вильнюсская демократическая концентрация (пол. Wileńska Koncentracja Demokratyczna) — подпольный союз левых польских партий, отчасти из-за пронацистской позиции Литовские власти, отчасти под влиянием националистической позиции польской партии Endecja, заявили о плане после войны присоединить Литву, подчинить её польскому генеральному комиссариату и перевоспитать «коррумпированных» литовцев. 1 марта 1944 г. Польский конвент политических партий [ pl ] издал декларацию о подготовке к борьбе за восточные окраины (Вильнюс, Гродно, Львов, Лида, Новогрудок и Пинск). Однако такие заявления местных польских политиков существенно отличались от официальных заявлений и действий эмигратского польского правительства, которое было единственной страной [необходимо уточнение] среди Антигитлеровской коалиции и её союзников, заявившей о своей поддержке литовской войны за независимость.
Хотя у литовского и польского сопротивления были общие враги — нацистская Германия и её союзники — они так и не стали союзниками. Основным препятствием на пути к союзу был вопрос о Вильнюсе — польское правительство в Лондоне, Армия Крайова, Национальные вооружённые силы и Крестьянские батальоны (хоть и в меньшей степени) из польского сопротивления считали Вильнюс частью Польши, а литовское сопротивление считало Вильнюс столицей Литвы. Литовские повстанцы считали Советский Союз и его леворадикальных и левых союзников своими главными врагами, а Третий Рейх и его союзников — своими второстепенными противниками. Польское сопротивление считало нацистскую Германию и тех кто ей помогал главными врагами и не имело чёткого консенсуса в отношении Советского Союза. Только в 1944—1945 годах, после освобождения Советским Союзом, литовское сопротивление и некоторые польские силы начали сотрудничать в борьбе против Советского Союза и его союзников.

## Вооружённые конфликты
Литовские власти помогали нацистам в их действиях против поляков с самого начала германского захвата в 1941 году, в результате которой погибли тысячи поляков. Тысячи поляков были убиты литовскими коллаборационистами, сотрудничавшими с национал-социалистами (такими как подчинённая Германии Литовская полиция безопасности или Литовские силы территориальной обороны под командованием генерала Повиласа Плехавичюса, многие другие были депортированы в Германию в качестве рабов) Тадеуш Пиотровский отмечает, что тысячи поляков погибли от рук литовских коллаборационистов, а десятки тысяч были депортированы.

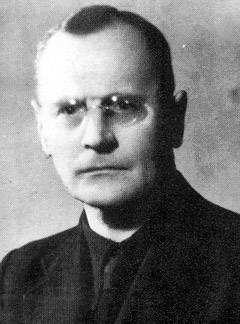
Александр Кржижановский

Осенью 1943 года Армия Крайова начала операции против литовской коллаборационистской организации «Литовская полиция безопасности», которая с момента своего создания помогала германцам в их операциях. Польские политические и военные подпольные ячейки создавались по всей Литве, нападения польских партизан обычно происходили не только в Виленском крае, но и за прежней линией разграничения. Вскоре значительная часть операций АК стала направлена против союзных Германскому Рейху литовской полиции и местной литовской администрации. В течение первой половины 1944 года АК уничтожила сотни литовцев, служивших в нацистских вспомогательных частях или организациях: полицейских, членов деревенских отрядов самообороны, служащих местной администрации, солдат Литовских территориальных сил обороны и других коллаборационистов. Гражданские лица с обеих сторон все чаще становились их жертвами.
В ответ литовская полиция, убившая сотни польских мирных жителей с 1941 года, усилила свои операции против поляков, казнив многих польских мирных жителей; это ещё больше увеличило порочный круг, и ранее тлевший польско-литовский конфликт из-за Вильнюсского края перерос в вялотекущую гражданскую войну под национал-социалистической оккупацией. Масштабы разрушения со временем росли; Литовский историк Станисловас Бухавецкас отмечал, что АК смогла парализовать деятельность многих литовских учебных заведений в 1943 году.
В мае 1944 г. в битве при Муроване-Ошмянке аковцы нанесли значительный удар территориальным силам обороны Литвы, терроризировавшим местное в основном польское население. В то время Александр Кржижановский, командующий АК Вильнюсского района, командовал более чем 9000 вооружённых ополченцев Армии Крайовой.
23 июня 1944 г., в ответ на резню 20 июня 37 польских жителей деревни Глитишкес (Глинчишки) литовской полицией безопасности 5-я бригада Вильнюсской Армии Крайовой (под командованием командование Зигмунта Шендзеларза «Лупашко», не присутствовавшего на событиях) совершила расправу над литовскими полицейскими и мирными жителями в Дубингяй (Дубинки), где было убито 27 литовцев, в том числе дети и женщины. Это подразделение действовало вопреки особым приказам Кшижановского, запрещавшим репрессии против мирных жителей. В целом число жертв польского реванша в конце июня 1944 г. в Дубингяй и соседних городах Йонишкис, Интурке, Биютишкис и Гедрайчяй, было 70-100 литовцев, в том числе много мирных жителей. Резня в Дубингяй была единственной известной резнёй, устроенной подразделениями АК. Дальнейшая эскалация с обеих сторон была прервана советским освобождением Вильнюсского района две недели спустя.
Польским и литовским историкам ещё предстоит прийти к соглашению о количестве жертв. Литовско-польский историк Ярослав Волконовский оценивает число литовцев, убитых АК, менее 100 человек. По оценке литовского следователя Римаса Бружаса, около 500 литовских мирных жителей были убиты поляками во время войны. Правительством Литвы была создана государственная комиссия для оценки деятельности Армии Крайовой в Литве, которая должна была представить заключения к 1 декабря 1993 г. [требуется уточнение] Ни одного члена Армии Крайовой, многие ветераны которой живут в Литве, не было подвергнуть обвинениям в каких-либо преступлениях по состоянию на 2001 год. Литовский историк Арунас Бубнис заявил, что АК не совершала массовых убийств (за исключением Дубингяй), но что АК виновен в некоторых военных преступлениях против отдельных лиц или отдельных семей; он также отмечает, что любые обвинения в геноциде являются ложными и имеют под собой политический мотив, в том числе противодействие обвинениям в широком сотрудничестве литовских коллаборационистов с Германией и её союзниками и преступлениях, совершённых такими силами, как литовская полиция безопасности (см. Также Холокост в Литве).

## Послевоенные события
Послевоенная оценка деятельности АК и других польских ополченческих движений в Литве вызвала споры. Некоторые жители коммунистической и социалистической Польши действия АК в целом и особенно действия командиров и частей, действовавших в Литве, представляли в крайне негативном свете. Польские власти массово казнили или заключили в тюрьму продолжавших воевать бойцов и командиров АК после войны по политическим мотивам, препятствуя любому справедливому юридическому расследованию преступлений, которые они могли совершить во время войны. Зигмунт Шендзеларж «Лупашка» после нескольких лет в послевоенном подполье был арестован польскими коммунистическими властями, приговорён к смертной казни и казнён 8 февраля 1951 года за свою антикоммунистическую деятельность. Оценка его действий за пределами Польши была иной, и в 1988 году он был посмертно награждён Virtuti Militari, высшей польской военной наградой, польским правительством в изгнании. Точно так же литовский генерал Повилас Плехавичюс, участвовавший в борьбе с польскими и советскими повстанцами, получил медаль от президента Литвы в постсоветской Литве. По этим причинам Батальоны Хлопске, Гвардия Людова, Армия Людова, НВС и в частности АК считаются в сегодняшней Литве противоречивыми организациями, в чём-то схожими с мнением советских ополчнцев. Точно так же в Литве жители несогласные с правительством обвиняют зелёных братьев как пособников нацистов и их союзников, участвовавших в убийстве гражданских, особенно поляков и литовских евреев, что вызвало споры в Польше.
В 1993 году правительство Литвы создало комиссию, состоящую из историков, для оценки деятельности польского сопротивления особенно Армии Крайовой в Литве. Томаш Венцлова дистанцировался от комиссии и назвал её «жалким зрелищем» и «антипольской пропагандистской кампанией» в одном из своих эссе.
20 августа 2004 г. правительство Литвы отменило запрет на использование названия «Армия Крайова» в общественных местах и разрешило переименование польской ветеранской организации с включением имени АК. 9 сентября 2004 г. некоторые ветераны АК и некоторые ветераны Местного литовского отряда подписали Декларацию мира. Эту инициативу поддержали президент Литвы Валдас Адамкус, премьер-министр Литвы Альгирдас Бразаускас и президент Польши Александр Квасьневский, чей представитель Анджей Майковский вместе с президентом и премьер-министром Литвы присутствовал на церемонии примирения. Ветераны Сил территориальной обороны Литвы, подписавшие декларацию, сделали это без одобрения офицеров и солдат Сил территориальной обороны(лит. Lietuvos vietinės rinktinės karių sąjunga).